# Liste der denkmalgeschützten Objekte in Domažlice
Grundlage dieser Liste der denkmalgeschützten Objekte in Domažlice ist die ÚSKP-Liste (Ústřední seznam kulturních památek České republiky, deutsch Zentrale Liste der Kulturdenkmäler der Tschechischen Republik), die von der tschechischen Denkmalschutzbehörde NPÚ (Národní památkový ústav, deutsch Nationale Denkmalbehörde) seit 1987 geführt wird und an die seit dem Jahr 1850 geschaffenen Listen anschließt.

## Denkmalgeschützte Objekte nach Ortsteilen

### Domažlice– Náměstí Míru (Hauptplatz)
| Lage                                   | Objekt                                            | Beschreibung                                                                   | ÚSKP-Nr.                   | Bild           |
| -------------------------------------- | ------------------------------------------------- | ------------------------------------------------------------------------------ | -------------------------- | -------------- |
| Domažlice (Standort)                   | Stadtbefestigung                                  |                                                                                | 24823/4-2291 Info Katalog  | weitere Bilder |
| Domažlice ()                           | unterirdische Räume und Keller, historischer Kern | Bürgerhäuser, davon nur die unterirdischen Räume und Keller, historischer Kern | 36670/4-4168 Info Katalog  |                |
| Domažlice, náměstí Míru (Standort)     | Kirche Maria Geburt                               | Turm, Gedenkkreuz                                                              | 33741/4-2290 Info Katalog  | weitere Bilder |
| Domažlice, náměstí Míru 34 (Standort)  | Bürgerhaus                                        |                                                                                | 17628/4-2295 Info Katalog  | Bürgerhaus     |
| Domažlice, náměstí Míru 35 (Standort)  | Bürgerhaus                                        |                                                                                | 30037/4-2296 Info Katalog  | Bürgerhaus     |
| Domažlice, náměstí Míru 36 (Standort)  | Bürgerhaus                                        |                                                                                | 34589/4-2297 Info Katalog  | Bürgerhaus     |
| Domažlice, náměstí Míru 37 (Standort)  | Bürgerhaus                                        |                                                                                | 24706/4-2268 Info Katalog  | Bürgerhaus     |
| Domažlice, náměstí Míru 39 (Standort)  | Bürgerhaus                                        |                                                                                | 37992/4-2298 Info Katalog  | Bürgerhaus     |
| Domažlice, náměstí Míru 41 (Standort)  | Bürgerhaus                                        |                                                                                | 41999/4-2269 Info Katalog  | Bürgerhaus     |
| Domažlice, náměstí Míru 42 (Standort)  | Bürgerhaus                                        |                                                                                | 36980/4-2299 Info Katalog  | Bürgerhaus     |
| Domažlice, náměstí Míru 43 (Standort)  | Bürgerhaus                                        |                                                                                | 41680/4-2270 Info Katalog  | Bürgerhaus     |
| Domažlice, náměstí Míru 44 (Standort)  | Bürgerhaus                                        |                                                                                | 30324/4-2271 Info Katalog  | Bürgerhaus     |
| Domažlice, náměstí Míru 46 (Standort)  | Bürgerhaus                                        |                                                                                | 25105/4-2272 Info Katalog  | Bürgerhaus     |
| Domažlice, náměstí Míru 47 (Standort)  | Bürgerhaus                                        |                                                                                | 18465/4-2300 Info Katalog  | Bürgerhaus     |
| Domažlice, náměstí Míru 48 (Standort)  | Bürgerhaus                                        |                                                                                | 25919/4-2273 Info Katalog  | Bürgerhaus     |
| Domažlice, náměstí Míru 50 (Standort)  | Bürgerhaus                                        |                                                                                | 32389/4-2301 Info Katalog  | Bürgerhaus     |
| Domažlice, náměstí Míru 51 (Standort)  | Bürgerhaus                                        |                                                                                | 21974/4-2302 Info Katalog  | Bürgerhaus     |
| Domažlice, náměstí Míru 57 (Standort)  | Bürgerhaus                                        |                                                                                | 37414/4-2274 Info Katalog  | Bürgerhaus     |
| Domažlice, náměstí Míru 58 (Standort)  | Bürgerhaus                                        |                                                                                | 22800/4-2275 Info Katalog  | Bürgerhaus     |
| Domažlice, náměstí Míru 59 (Standort)  | Bürgerhaus                                        |                                                                                | 20295/4-2276 Info Katalog  | Bürgerhaus     |
| Domažlice, náměstí Míru 60 (Standort)  | Bürgerhaus                                        |                                                                                | 25961/4-2304 Info Katalog  | Bürgerhaus     |
| Domažlice, náměstí Míru 61 (Standort)  | Bürgerhaus                                        |                                                                                | 30928/4-2277 Info Katalog  | Bürgerhaus     |
| Domažlice, náměstí Míru 62 (Standort)  | Bürgerhaus                                        |                                                                                | 28447/4-2278 Info Katalog  | Bürgerhaus     |
| Domažlice, náměstí Míru 65 (Standort)  | Bürgerhaus                                        |                                                                                | 25571/4-2279 Info Katalog  | Bürgerhaus     |
| Domažlice, náměstí Míru 66 (Standort)  | Bürgerhaus                                        |                                                                                | 33451/4-2279 Info Katalog  | Bürgerhaus     |
| Domažlice, náměstí Míru 67 (Standort)  | Bürgerhaus                                        |                                                                                | 31038/4-2305 Info Katalog  | Bürgerhaus     |
| Domažlice, náměstí Míru 69 (Standort)  | Bürgerhaus                                        |                                                                                | 18159/4-2306 Info Katalog  | Bürgerhaus     |
| Domažlice, náměstí Míru 70 (Standort)  | Bürgerhaus                                        |                                                                                | 15177/4-2280 Info Katalog  | Bürgerhaus     |
| Domažlice, náměstí Míru 120 (Standort) | Bürgerhaus                                        |                                                                                | 47589/4-2281 Info Katalog  | Bürgerhaus     |
| Domažlice, náměstí Míru 122 (Standort) | Bürgerhaus                                        |                                                                                | 25161/4-2282 Info Katalog  | Bürgerhaus     |
| Domažlice, náměstí Míru 123 (Standort) | Bürgerhaus                                        |                                                                                | 42286/4-2283 Info Katalog  | Bürgerhaus     |
| Domažlice, náměstí Míru 124 (Standort) | Bürgerhaus                                        |                                                                                | 32479/4-2307 Info Katalog  | Bürgerhaus     |
| Domažlice, náměstí Míru 125 (Standort) | Bürgerhaus                                        |                                                                                | 34788/4-2284 Info Katalog  | Bürgerhaus     |
| Domažlice, náměstí Míru 126 (Standort) | Bürgerhaus                                        |                                                                                | 30624/4-2308 Info Katalog  | Bürgerhaus     |
| Domažlice, náměstí Míru 127 (Standort) | Bürgerhaus                                        |                                                                                | 45376/4-2309 Info Katalog  | Bürgerhaus     |
| Domažlice, náměstí Míru 128 (Standort) | Bürgerhaus                                        |                                                                                | 32127/4-2310 Info Katalog  | Bürgerhaus     |
| Domažlice, náměstí Míru 129 (Standort) | Bürgerhaus                                        |                                                                                | 22710/4-2311 Info Katalog  | Bürgerhaus     |
| Domažlice, náměstí Míru 131 (Standort) | Bürgerhaus                                        |                                                                                | 38359/4-2312 Info Katalog  | Bürgerhaus     |
| Domažlice, náměstí Míru 132 (Standort) | Bürgerhaus                                        |                                                                                | 31561/4-2313 Info Katalog  | Bürgerhaus     |
| Domažlice, náměstí Míru 133 (Standort) | Bürgerhaus                                        |                                                                                | 45803/4-2314 Info Katalog  | Bürgerhaus     |
| Domažlice, náměstí Míru 134 (Standort) | Bürgerhaus                                        |                                                                                | 46694/4-2285 Info Katalog  | Bürgerhaus     |
| Domažlice, náměstí Míru 135 (Standort) | Bürgerhaus                                        |                                                                                | 45631/4-2286 Info Katalog  | Bürgerhaus     |
| Domažlice, náměstí Míru 136 (Standort) | Bürgerhaus                                        | Dechantei                                                                      | 187494/4-2287 Info Katalog | Bürgerhaus     |
| Domažlice, náměstí Míru 137 (Standort) | Bürgerhaus                                        |                                                                                | 39306/4-2288 Info Katalog  | Bürgerhaus     |
| Domažlice, náměstí Míru 138 (Standort) | Bürgerhaus                                        |                                                                                | 28440/4-2315 Info Katalog  | Bürgerhaus     |
| Domažlice, náměstí Míru 142 (Standort) | Bürgerhaus                                        |                                                                                | 36592/4-2289 Info Katalog  | Bürgerhaus     |
| Domažlice, náměstí Míru 144 (Standort) | Bürgerhaus                                        |                                                                                | 24838/4-2316 Info Katalog  | Bürgerhaus     |
| Domažlice, náměstí Míru 145 (Standort) | Bürgerhaus                                        |                                                                                | 20507/4-2317 Info Katalog  | Bürgerhaus     |
| Domažlice, náměstí Míru 146 (Standort) | Bürgerhaus                                        |                                                                                | 27558/4-2318 Info Katalog  | Bürgerhaus     |
| Domažlice, náměstí Míru 147 (Standort) | Bürgerhaus                                        |                                                                                | 14066/4-2319 Info Katalog  | Bürgerhaus     |
| Domažlice, náměstí Míru 176 (Standort) | Bürgerhaus                                        |                                                                                | 68402/4-2319 Info Katalog  | Bürgerhaus     |

### Domažlice– restliche Altstadt
| Lage                                          | Objekt                                         | Beschreibung                                                                         | ÚSKP-Nr.                  | Bild           |
| --------------------------------------------- | ---------------------------------------------- | ------------------------------------------------------------------------------------ | ------------------------- | -------------- |
| Domažlice, Boženy Němcové 118, 119 (Standort) | Augustinerkloster mit Kirche Mariä Himmelfahrt | Pfarrhaus Nr. 118, Kapellchen, Tor mit Statuen, Gartenmauer mit Statuen, Gedenkkreuz | 44155/4-2338 Info Katalog | weitere Bilder |
| Domažlice, Chodské náměstí 96 (Standort)      | Chodenschloss                                  | Schlossmauer                                                                         | 36934/4-2331 Info Katalog | weitere Bilder |
| Domažlice, Branská 5 (Standort)               | Bürgerhaus                                     |                                                                                      | 24809/4-2320 Info Katalog | BW             |
| Domažlice, Branská 56 (Standort)              | Bürgerhaus                                     |                                                                                      | 30896/4-2303 Info Katalog | Bürgerhaus     |
| Domažlice, Vodní 2 (Standort)                 | Bürgerhaus                                     |                                                                                      | 50207/4-5214 Info Katalog | BW             |
| Domažlice, Vodní 10 (Standort)                | Bürgerhaus                                     |                                                                                      | 25737/4-2332 Info Katalog | BW             |
| Domažlice, Vodní 19 (Standort)                | Bürgerhaus                                     |                                                                                      | 49619/4-5116 Info Katalog | Bürgerhaus     |
| Domažlice, Vodní 27 (Standort)                | Bürgerhaus                                     |                                                                                      | 37567/4-2333 Info Katalog | BW             |
| Domažlice, Vodní 28 (Standort)                | Bürgerhaus                                     |                                                                                      | 34930/4-2334 Info Katalog | BW             |
| Domažlice, Vodní 29 (Standort)                | Bürgerhaus                                     |                                                                                      | 40280/4-2335 Info Katalog | BW             |
| Domažlice, Vodní 30 (Standort)                | Bürgerhaus                                     |                                                                                      | 31311/4-2336 Info Katalog | BW             |
| Domažlice, Vodní 33 (Standort)                | Bürgerhaus                                     |                                                                                      | 29759/4-2294 Info Katalog | BW             |
| Domažlice, Hradská 76 (Standort)              | Bürgerhaus                                     |                                                                                      | 40198/4-2321 Info Katalog | BW             |
| Domažlice, Hradská 77 (Standort)              | Bürgerhaus                                     |                                                                                      | 16817/4-2322 Info Katalog | BW             |
| Domažlice, Hradská 78 (Standort)              | Bürgerhaus                                     |                                                                                      | 25309/4-4168 Info Katalog | BW             |
| Domažlice, Hradská 81 (Standort)              | Bürgerhaus                                     |                                                                                      | 25598/4-2323 Info Katalog | BW             |
| Domažlice, Hradská 83 (Standort)              | Bürgerhaus                                     |                                                                                      | 19805/4-2324 Info Katalog | BW             |
| Domažlice, Hradská 85 (Standort)              | Bürgerhaus                                     |                                                                                      | 19664/4-2325 Info Katalog | BW             |
| Domažlice, Hradská 86 (Standort)              | Bürgerhaus                                     |                                                                                      | 35886/4-2326 Info Katalog | BW             |
| Domažlice, Hradská 88 (Standort)              | Bürgerhaus                                     |                                                                                      | 29760/4-2327 Info Katalog | BW             |
| Domažlice, Hradská 91 (Standort)              | Bürgerhaus                                     |                                                                                      | 24343/4-2328 Info Katalog | BW             |
| Domažlice, Hradská 93 (Standort)              | Bürgerhaus                                     |                                                                                      | 33645/4-2329 Info Katalog | BW             |
| Domažlice, Kostelní 102 (Standort)            | Bürgerhaus                                     |                                                                                      | 16532/4-2340 Info Katalog | BW             |
| Domažlice, Kostelní 103 (Standort)            | Bürgerhaus                                     |                                                                                      | 19389/4-2341 Info Katalog | BW             |
| Domažlice, Kostelní 104 (Standort)            | Bürgerhaus                                     |                                                                                      | 18303/4-2342 Info Katalog | BW             |
| Domažlice, Kostelní 105 (Standort)            | Bürgerhaus                                     |                                                                                      | 32930/4-2293 Info Katalog | BW             |
| Domažlice, Spálená 156 (Standort)             | Bürgerhaus                                     |                                                                                      | 20186/4-2343 Info Katalog | BW             |
| Domažlice, Spálená 158 (Standort)             | Bürgerhaus                                     |                                                                                      | 26970/4-2344 Info Katalog | BW             |
| Domažlice, Školní 108 (Standort)              | Bürgerhaus                                     |                                                                                      | 50953/4-5236 Info Katalog | BW             |
| Domažlice, Školní 109 (Standort)              | Bürgerhaus                                     |                                                                                      | 33661/4-4168 Info Katalog | BW             |

### Domažlice, Bezděkover Vorstadt
| Lage | Objekt            | Beschreibung | ÚSKP-Nr.                  | Bild              |
| --- | ----------------- | ------------ | ------------------------- | ----------------- |
| Domažlice, auf dem Gipfel des Veselá Hora, 2,5 km südwestlich des Stadtzentrums (Standort)                       | Laurentiuskapelle |              | 37547/4-2004 Info Katalog | Laurentiuskapelle |
| Domažlice, auf dem Gipfel des Veselá Hora, 2,5 km südwestlich des Stadtzentrums, nördlich der Kapelle (Standort) | Marterl           | Säule        | 24978/4-2007 Info Katalog | Marterl           |
| Domažlice, in der Břetislavova-Straße beim südlichen Stadttor (Standort)                                         | Kreuz             |              | 34729/4-2005 Info Katalog | BW                |
| Domažlice, Jiráskova 43 (Standort)                                                                               | Bürgerhaus        |              | 28856/4-2001 Info Katalog | BW                |
| Domažlice, Hruškova 66 und 345 (Standort)                                                                        | Bürgerhaus        | Doppelhaus   | 41652/4-2002 Info Katalog | BW                |
| Domažlice, Hrdličkova 84 ()                                                                                      | Schmiede          |              | 45093/4-2003 Info Katalog |                   |

### Domažlice, Untere Vorstadt
| Lage                                                         | Objekt              | Beschreibung                            | ÚSKP-Nr.                  | Bild             |
| ------------------------------------------------------------ | ------------------- | --------------------------------------- | ------------------------- | ---------------- |
| Domažlice, Husova třida Ecke Chrastavická (Standort)         | Allerheiligenkirche |                                         | 35433/4-2009 Info Katalog | weitere Bilder   |
| Domažlice, Chrastavická, Zentralfriedhof (Standort)          | Grab                | Ensemble von drei Grabsteinen und Kreuz | 33346/4-2011 Info Katalog | BW               |
| Domažlice, Jindřichova, gegenüber von Nr. 143 (Standort)     | Kreuz               |                                         | 37231/4-2010 Info Katalog | BW               |
| Domažlice, Husova, im Park vor dem Jindřichmuseum (Standort) | Freiheitsdenkmal    |                                         | 35058/4-2012 Info Katalog | Freiheitsdenkmal |
| Domažlice, Tovární 70 (Standort)                             | Bürgerhaus          |                                         | 31247/4-2008 Info Katalog | BW               |

### Domažlice, Obere Vorstadt
| Lage | Objekt                             | Beschreibung                        | ÚSKP-Nr.                  | Bild                               |
| --- | ---------------------------------- | ----------------------------------- | ------------------------- | ---------------------------------- |
| Domažlice, an der Straße Monsignore Bohumil Stašek, westlich des Augustinerklosters, im Garten des Antonín Příhoda (Standort) | Denkmal des Dekans Antonín Příhoda |                                     | 19956/4-2031 Info Katalog | Denkmal des Dekans Antonín Příhoda |
| Domažlice, Hruškova 33 () | Einfamilienhaus                    |                                     | 19321/4-2013 Info Katalog |                                    |
| Domažlice, Čsl. armády 66 ()                                                                                                  | Gasthaus Choden-Gemeindehaus       |                                     | 30233/4-2017 Info Katalog |                                    |
| Domažlice, Straße Monsignore Bohumil Stašek 72 und 185 (Standort)                                                             | Bürgerhaus                         | Pforte, Tor, Stall, umgebende Mauer | 33806/4-2018 Info Katalog | Bürgerhaus                         |
| Domažlice, Kozinova 86 (Standort)                                                                                             | Theresien-Kaserne                  |                                     | 23559/4-2019 Info Katalog | BW                                 |
| Domažlice, Kozinova 87 (Standort)                                                                                             | städtischer Schießplatz            |                                     | 21230/4-2020 Info Katalog | BW                                 |

### Domažlice, Týn-Vorstadt
| Lage                                                              | Objekt                                | Beschreibung                               | ÚSKP-Nr.                  | Bild                                  |
| ----------------------------------------------------------------- | ------------------------------------- | ------------------------------------------ | ------------------------- | ------------------------------------- |
| Domažlice, an der Straße Prokopa Velikého (Standort)              | Friedhofskapelle hl. Johannes Nepomuk |                                            | 52994/4-2023 Info Katalog | BW                                    |
| Domažlice, Baldov, etwa 2 km nördlich vom Stadtzentrum (Standort) | Kapelle Allerheiligste Dreifaltigkeit |                                            | 46461/4-2030 Info Katalog | Kapelle Allerheiligste Dreifaltigkeit |
| Domažlice, Baldovská 19 (Standort)                                | Bürgerhaus                            |                                            | 23631/4-2022 Info Katalog | BW                                    |
| Domažlice, Hanuv-Park ()                                          | Marterl                               |                                            | 36741/4-2026 Info Katalog |                                       |
| Domažlice, Petr-Hana-Garten ()                                    | Denkmal für Petr Hana                 |                                            | 24285/4-2025 Info Katalog |                                       |
| Domažlice, Sadová ()                                              | Kreuz                                 |                                            | 38725/4-2027 Info Katalog |                                       |
| Domažlice, Komenského náměstí ()                                  | Denkmal für Jakub Royt                |                                            | 27520/4-2024 Info Katalog |                                       |
| Domažlice, Božena-Němcová-Straße (Standort)                       | Denkmal für Antonín Steidl            |                                            | 41263/4-2032 Info Katalog | Denkmal für Antonín Steidl            |
| Domažlice 10 (Standort)                                           | städtische Brauerei                   | davon nur Wohnhaus, Mälzerei und Malzdarre | 102944 Info Katalog       | städtische Brauerei                   |